# Comuna de Żołynia
Żołynia (polaco: Gmina Żołynia) é uma gminy (comuna) na Polónia, na voivodia de Subcarpácia e no condado de Łańcucki. A sede do condado é a cidade de Żołynia.
De acordo com os censos de 2005, a comuna tem 6773 habitantes, com uma densidade 117,9 hab/km².

## Área
Estende-se por uma área de 56,8 km², incluindo:
- área agrícola: 70%
- área florestal: 20%

## Demografia
Dados de 17 de Fevereiro 2005:
De acordo com dados de 2002, o rendimento médio per capita ascendia a 1509,52 zł.

## Subdivisões
- Brzóza Stadnicka, Kopanie, Smolarzyny, Żołynia.

## Comunas vizinhas
- Białobrzegi, Czarna, Grodzisko Dolne, Leżajsk, Rakszawa